# Fallin'
Pour les articles homonymes, voir Falling.
Singles de Alicia Keys
A Woman's Worth
(2001)
Fallin'  est le premier single extrait du premier album studio (Songs in A Minor) de l’artiste américaine Alicia Keys.
C’est une chanson qui a été écrite et produite par la chanteuse elle-même en 2001. Le single est, d’une manière générale, considéré comme sa chanson phare et il est devenu le 1er single no 1 d'Alicia Keys aux États-Unis et son premier hit top cinq dans plusieurs pays.
La chanson a remporté plusieurs prix dont trois Grammy Awards en 2002 (chanson de l'année, Meilleure chanson R&B et meilleur espoir féminin R&B Performance Vocal). En 2009, le single a été classé par le magazine Américain Billboard Hot 100, au numéro 29 parmi les « chansons les plus populaires » de la 1re décennie de 2000. Rolling Stone l'a classé numéro 62 sur leurs « meilleures Top 100 » de la 1re décennie de 2000, pendant que le magazine Blender l’a classé au numéro 413, parmi leurs « 500 meilleures chansons depuis que tu es né » de la 1re décennie de 2000.

## Historique & fond
Alicia Keys décrit la chanson comme étant « une forte représentation de qui elle est en tant qu'artiste ». Elle a expliqué que la chanson concerne les « Ins et les Outs (bienfaits et confusions) que l’on ressent dans une relation amoureuse ». Elle poursuit en disant : « Parfois, vous êtes complètement [dans une situation de] tête dessus-dessous lorsque vous tombez amoureux de quelqu'un, et des fois vous ne supportez plus cette personne. Vous êtes perturbé et, parfois, il [cet amour] se renforce ou se restreint, et c'est justement le cas dans les relations amoureuses. »
Bien qu’écrit par Alicia Keys, et considéré comme sa « signature artistique », Fallin' a failli lui échapper. En effet, avant de rejoindre J Records, Alicia Keys avait signé un contrat d'enregistrement avec Columbia Records (de Sony). Columbia Records estimait qu’Alicia devait chanter des chansons écrites par d'autres auteurs, plutôt que les siennes propre. Avec son refus de cette proposition, la carrière d'Alicia a alors stagné pendant deux ans. Disposant de temps libre en raison de l'absence d'intérêt de Sony pour sa carrière, Alicia Keys décida de mettre son temps à profit et a commencé à écrire la chanson en 1998. Instantanément, les harmonies l’ont frappée, et elle est devenue inspirée par les accords qui définissent Fallin’. Très vite, elle compose les paroles de la chanson en se basant sur les émotions qu'elle a ressenties au cours de sa première sérieuse relation amoureuse.
Comme Alicia Keys était encore dans les ramures artistiques[Quoi ?], elle avait à l'origine écrit la chanson ne sachant pas que Sony l’avait destinée à un autre chanteur Kim Scott[réf. nécessaire]. Mais Alicia Keys est devenue très mal à l’aise sur la question, comme elle voulait l’enregistrer elle-même, si bien qu’elle avait accepté au début la proposition de Sony, avant de revenir sur sa décision.
Clive Davis, ancien dirigeant de Columbia Records puis d’Arista Records, entendit parler de Keys, a été impressionné par son art. Il décida alors de créer son propre label (J Records), et de prendre la chanteuse sous son aile, en rachetant son contrat à Sony.
Une fois chez J Records, Keys a commencé à travailler sur son premier album, Songs in A Minor, et contrairement à Sony, J Records encouragea la chanteuse à enregistrer ses propres compositions. Quand il était temps de sortir le 1er single de l’album, plusieurs artistes, dont Jay-Z ont été d’accord sur le titre Girlfriend, mais Alicia Keys et d’autres dirigeants sont convenus que Fallin’ serait le meilleur choix.

## Musique & structure
Écrit, composé et produit par Alicia Keys, Fallin' exprime les doutes d’une jeune fille face à une relation amoureuse qui la rend alternativement heureuse ou perplexe.
La chanson est influencée par des rythmes Gospel. et commence par le piano, avec à la base la très discrète présence du rythme de tambour, puis se construit proportionnellement jusqu'à une puissante nuance (solfège). La chanson comporte également une  exécution du violon  de pizzicato et des cordes de legato de Miri Ben -Ari ; et a été aussi écrite dans la tonalité du E-mineur, avec l’utilisation de l’échantillon It’s a Man’s Man’s Man’s World de James Brown (1966).

## Critiques et réceptions

### Revues musicales
Fallin' a été l'une des chansons les plus acclamées par la critique durant l'année 2001. Pendant que Rolling Stone compare la performance de la chanteuse à celle d’Aretha Franklin, Slant Magazine félicite Keys pour sa voix, en disant que c'est une « voix maîtrisée qui n’a jamais filtré en dehors de l’étroit arrangement du track ». Le magazine américain NME a fait allusion à la chanson en cours émotionnel, en disant « qu'il fera pleurer l'auditeur jusqu'à ce que ce qu'il soit dribblé et naufragé ». Le magazine The Independent décrit la chanson la découverte capitale de Keys.
Cependant, AllMusic a souligné le manque de profondeur dans la chanson, disant qu'il « n'a pas beaucoup de fond », et estimait qu'il était « un témoignage des compétences de Keys en tant que musicienne ».
La chanson a été classée par le magazine Blender au numéro 413, parmi leurs « 500 meilleures chansons depuis que tu es né » de la 1re décennie de 2000, pendant que dans son sondage sur les meilleures chansons, The Village Voice'S 2001 Pazz & Jop a classé la chanson au numéro 4 sur les 66 meilleures chansons de 2001.

### Réception et popularité
Avec les éloges de Clive Davis et de J Records, Fallin'  est sorti dans les en avril 2001 pour le lancement de la promotion de l’album et a atteint les sommets des charts Américains (Billboard Hot 100, R&B/Hip-Hop Songs, Radio Songs et Pop Songs), pendant 6 & 4 semaines respectivement,.
Le titre a également atteint la tête des charts des Pays-Bas, de la Belgique et la Nouvelle-Zélande. Il fut aussi classé parmi les cinq premiers au Royaume-Uni, en France, en Italie, en Allemagne, en Autriche, en Suisse, au Norvège, en Irlande… et enfin, on retrouve le classement du titre parmi les dix premiers en Suède et en Australie.
Un remix de la chanson avec la collaboration  Busta Rhymes et Rampage du Flipmode Squad (également à l'époque signé chez J Records), est inclus dans l'édition britannique de son album.
Depuis sa sortie, Fallin' est devenu un standard populaire pour les candidats aux émissions de téléréalités dont American Idol, Australian Idol, Pop Idol, … 
Mais certaines émissions partout dans le monde, à commencer avec le juge Simon Cowell d’American Idol ont décidé d’interdire l’interprétation du titre par les contestants et ils l'ont ainsi bannie pour les saisons 2002/2003, car ils estimaient que les candidats ruinaient la « signature » d'Alicia Keys en la chantant d’une très mauvaise façon,.

## Récompenses
Étant l'un des singles les plus acclamés par la critique en 2001, Fallin' a été nommé pour plusieurs prix, et a été aussi bien reliée avec Naras qu’aussi bien nommée en 2002 dans quatre catégories au  Grammy Awards de 2002: Chanson de l'année, meilleur espoir féminin Performance Vocale en R&B  et Meilleure chanson R&B . Il a remporté toutes les récompenses, et il a été nommé pour sauver un autre single (enregistrement de l'année a été décerné à U2 pour leur titre Walk On).
En 2001 à la cérémonie de  Billboard Music Awards, Fallin' a été nommé pour le single Hot 100 de l'année, et a également été en lice pour chanson exceptionnelle et remarquable clip-Video de 2002 NAACP Image Awards.

## Clip-vidéo
Le clip-vidéo a été réalisé par Chris Robinson, filmé en août 2000.  et contrairement à la plupart des clips-vidéo des autres chanteurs de R&B, on ne retrouve dans Fallin' que de faibles pas de danse.
Le clip démarre avec l’image d’une radio jouant le second titre de l’album Girlfriend. Il nous montre Alicia Keys quittant New York pour aller dans un pénitencier et rendre visite à son petit-ami.
En 3 minutes 30, avec un peu plus de 120 plans, c’est une grande partie de l’univers d’Alicia Keys qui nous est dévoilé. En plus du scénario “visite au pénitencier”, nous découvrons les “essentiels” associés à la chanteuse : New York, ses tresses, ses chapeaux, sa voix chaude et avant tout son piano.
L'intrigue du « voyage » de Keys à la prison pour rendre visite à son petit ami se poursuivra un peu dans son single A Woman's Worth qui explore ce qui arrive quand le petit ami de Keys est libéré, et qu’elle l’encourage dans la recherche d’un emploi et à réintégrer le mode de vie ordinaire. Keys précisa toutefois dans une interview qu’il était initialement prévu qu’elle tienne le rôle de la personne incarcérée.

## Liste des pistes
CD Single
| 1. | Fallin' (version radio)                          | 3:16 |
| 2. | Fallin' (version album)                          | 3:30 |
| 3. | Fallin' (remix long avec Busta Rhymes & Rampage) | 4:15 |
| 4. | Fallin' Remix (w/o Rap)                          | 3:35 |
| 5. | Fallin' Remix instrumental                       | 4:15 |
| 6. | CD-Rom – Clip de Fallin'                         | #    |

CD single version longue
| 1. | Fallin' (version radio)                     | 3:16 |
| 2. | Fallin' (remix avec Busta Rhymes & Rampage) | 4:15 |
| 3. | Rear View Mirror                            | 4:03 |
| 4. | CD Rom – Clip de Fallin'- Paroles - Photos  | #    |

Single européen
| 1. | Version radio         | 3:16 |
| 2. | Version instrumentale | 3:06 |
| 3. | Call Out Hook         | 0:10 |

Single promotionnel 1
| 1. | Fallin’                                     | 3:30 |
| 2. | Fallin’ (remix avec Busta Rhymes & Rampage) | 4:15 |

Single promotionnel 2
| 1. | Fallin' (version radio)                     | 3:16 |
| 2. | Fallin' (remix avec Busta Rhymes & Rampage) | 4:15 |

## Personnel
| - Alicia Keys – Chant, chœurs, toutes les instruments sauf le violon - Miri Ben-Ari – violon - Cindy Mizelle – chœur - Tammy Saunders – chœur - Andricka Hall – chœur | - Alicia Keys – productrice, arrangement - Kerry "Krucial" Brothers – boîte à rythmes - Russ Elevado – mixage |

## Classements
| Classement (2001) | Meilleure position |
| ----------------- | ------------------ |
| Australie         | 7                  |
| Autriche          | 3                  |
| Belgique (Néer.)  | 1                  |
| Belgique (Fr.)    | 3                  |
| Canada            | 24                 |
| Pays-Bas          | 1                  |
| Europe            | 3                  |
| Allemagne         | 2                  |
| Irlande           | 3                  |
| Italie            | 3                  |
| Nouvelle-Zélande  | 1                  |

| Classement (2001)               | Meilleure position |
| ------------------------------- | ------------------ |
| Suède                           | 7                  |
| Suisse                          | 2                  |
| Royaume-Uni                     | 3                  |
| Billboard Hot 100               | 1                  |
| Billboard Hot R&B/Hip-Hop Songs | 1                  |
| Classement (2002)               | Meilleure position |
| Danemark                        | 14                 |
| France                          | 5                  |
| Norvège                         | 2                  |
| Billboard Adult Contemporary    | 24                 |

| Année | Classement                      | Position |
| ----- | ------------------------------- | -------- |
| 2001  | Australie                       | 52       |
| 2001  | Autriche                        | 20       |
| 2001  | Belgique (Néer.)                | 14       |
| 2001  | Belgique (Fr.)                  | 26       |
| 2002  | France                          | 35       |
| 2001  | Allemagne                       | 13       |
| 2001  | Nouvelle-Zélande                | 21       |
| 2001  | Suisse                          | 10       |
| 2001  | Royaume-Uni                     | 54       |
| 2001  | Billboard Hot 100               | 2        |
| 2001  | Billboard Hot R&B/Hip-Hop Songs | 9        |

| Pays             | Certificateur | Certification | Ventes  |
| ---------------- | ------------- | ------------- | ------- |
| Australie        | ARIA          | Platine       | 70 000  |
| Autriche         | IFPI          | Or            | 15 000  |
| Belgique         | IFPI          | Platine       | 50 000  |
| France           | SNEP          | Or            | 323 000 |
| Allemagne        | IFPI          | Or            | 150 000 |
| Pays-Bas         | NVPI          | Platine       | 50 000  |
| Nouvelle-Zélande | RIANZ         | Platine       | 7 500   |
| Norvège          | IFPI          | Platine       | 10 000  |
| Suède            | IFPI          | Platine       | 20 000  |
| Suisse           | IFPI          | Platine       | 40 000  |
| États-Unis       | RIAA          | Or            | 500 000 |